# Gentianella heterosepala
Gentianella heterosepala là một loài thực vật có hoa trong họ Long đởm. Loài này được (Engelm.) Holub mô tả khoa học đầu tiên năm 1967.